# Casa consistorial de Bilbao
La casa consistorial de Bilbao o casa de la villa de Bilbao es el principal edificio en el que se asienta el Ayuntamiento de Bilbao, la institución que gobierna la capital de la provincia de Vizcaya, España. Fue inaugurado el 17 de abril de 1892. Es obra del arquitecto municipal Joaquín Rucoba, quien lo diseñó con un estilo ecléctico.

## Historia
La actual es la cuarta casa consistorial que tiene Bilbao desde su fundación en 1300. La primera se levantó frente a la iglesia de San Antón en 1535. Sin embargo, fue destruida por inundaciones en 1553. En 1560 iniciaron las obras de la segunda, construida en el mismo emplazamiento que la anterior y con los mismos materiales reciclados. Esta además contó con una alhóndiga, un peso público y una sala de armas y municiones. En 1593 también fue destruida por una riada, por lo que las autoridades recurrieron a lugares privados y eclesiásticos hasta que finalmente en el siglo XVII se levantó el tercer edificio. Sin embargo, el proceso de industrialización que se llevó a cabo en Bilbao en la segunda mitad del siglo XIX hizo que la ciudad deba dotarse de nuevas infraestructuras. De la misma forma, hizo evidente la necesidad de superar los límites del Casco Viejo.

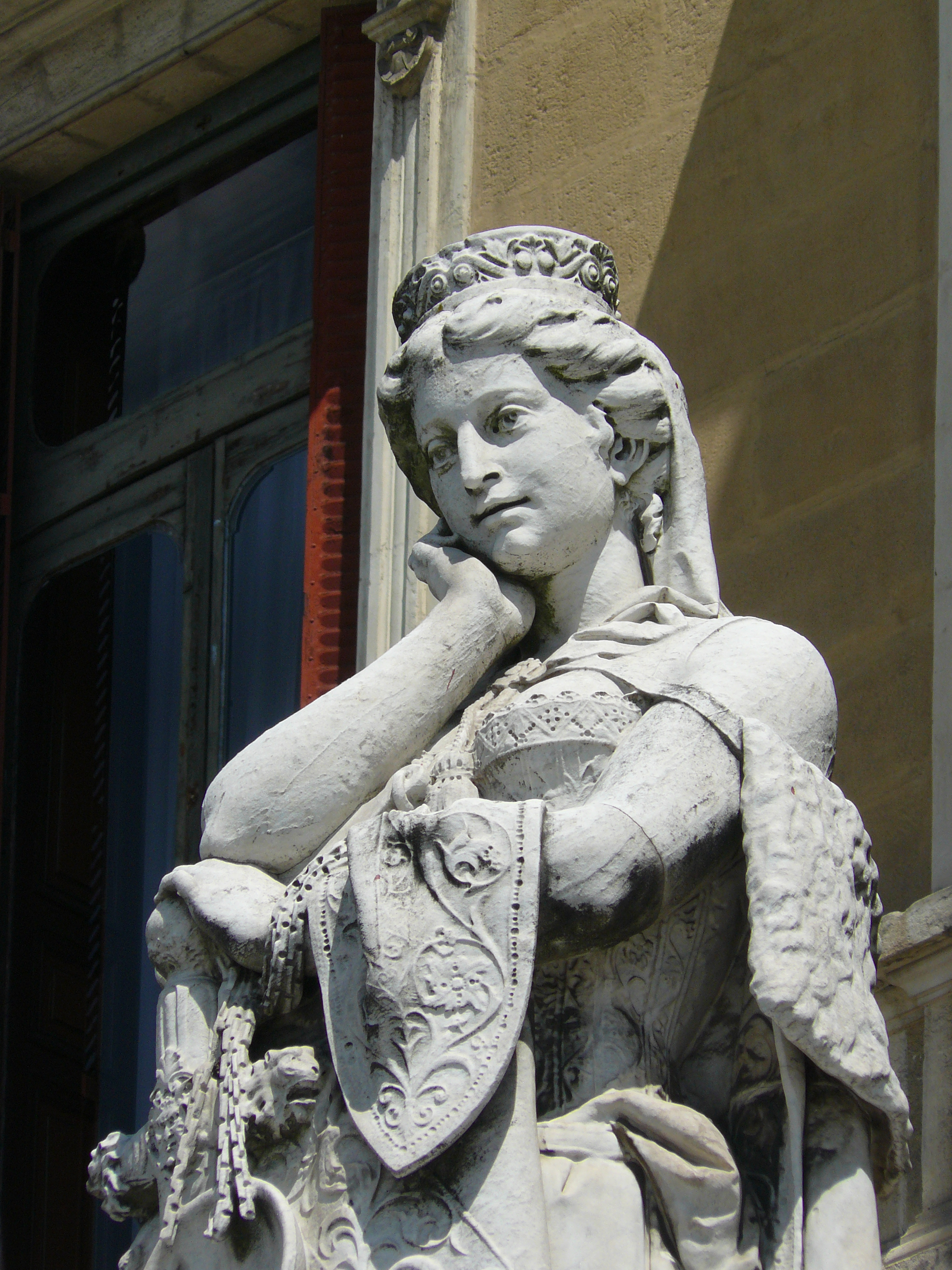
Detalle de la Justicia en la escalinata principal.

En el solar donde hoy se levanta la casa consistorial existía el Convento de San Agustín, el que se encontraba en ruinas tras la Primera Guerra Carlista. Las obras comenzaron en 1883 y no acabaron hasta nueve años después. Se encargó la construcción al entonces arquitecto municipal Joaquín Rucoba, quien también diseñó otros importantes edificios bilbaínos, como el Teatro Arriaga o la Alhóndiga municipal. Fue inaugurada el domingo 17 de abril de 1892 con un banquete al que asistieron, entre otros, el entonces alcalde de la villa, Gregorio de la Revilla y el alcalde bajo el cual se iniciaron las obras, Eduardo Victoria de Lecea. Anteriormente habían celebrado un último acto en la anterior casa consistorial para después acudir a pie hasta el nuevo edificio.

### Nueva Sede Municipal de San Agustín
Entre los años 2008 y 2011 fue edificada la Nueva Sede Municipal de San Agustín, edificio ubicado frente a la fachada posterior del edificio que aloja el Ayuntamiento. Con casi 13 000 metros cuadrados alberga las áreas de Economía y Hacienda, Urbanismo, Vivienda, Medio Ambiente, Circulación y Transportes, la dirección de Aparcamientos, Obras y Servicios, la oficina de Espacio Público y el padrón municipal. La construcción del nuevo inmueble, una sede con forma de 'U' asimétrica compuesta por tres volúmenes, fue proyectada por el estudio de arquitectura IMB.

## Características
Para el exterior, ricamente ornamentado, el arquitecto Rucoba se inspiró en la arquitectura pública de la III República francesa. El edificio consta de un eje principal, en el que se ubica el balcón principal y tres arcos con ocho columnas. Está coronado por un campanario. Esta arcada comprende dos niveles; en el superior se encuentran bajorrelieves de cinco personajes destacados de la historia bilbaína: su fundador, Diego López V de Haro, el cardenal Antonio Javier Gardoqui, el almirante Juan Martínez de Recalde, Tristán de Leguizamón y el economista Nicolás de Arriquibar. Cuatro esculturas flanquean el edificio, dos maceros y dos heraldos. En la escalinata principal, destacan dos esculturas que representan la ley y la justicia. La tradición cuenta que el quinto escalón de esta escalinata hace de referencia a la altura oficial de Bilbao, 8,804 m s. n. m.
En el interior destacan tres salas: el salón de recepciones, el salón de plenos y el vestíbulo y cuerpo de escaleras. La ornamentación de estos espacios también responde al eclecticismo, dado que el salón de recepciones responde al neoárabe, mientras que los otros dos son propios del neorrenacimiento. En la ornamentación del interior participaron una serie de artistas tanto bilbaínos como del resto de España y extranjeros. Por ejemplo, el mobiliario procede de Burdeos y algunas lámparas de París.

## Conflicto de las banderas

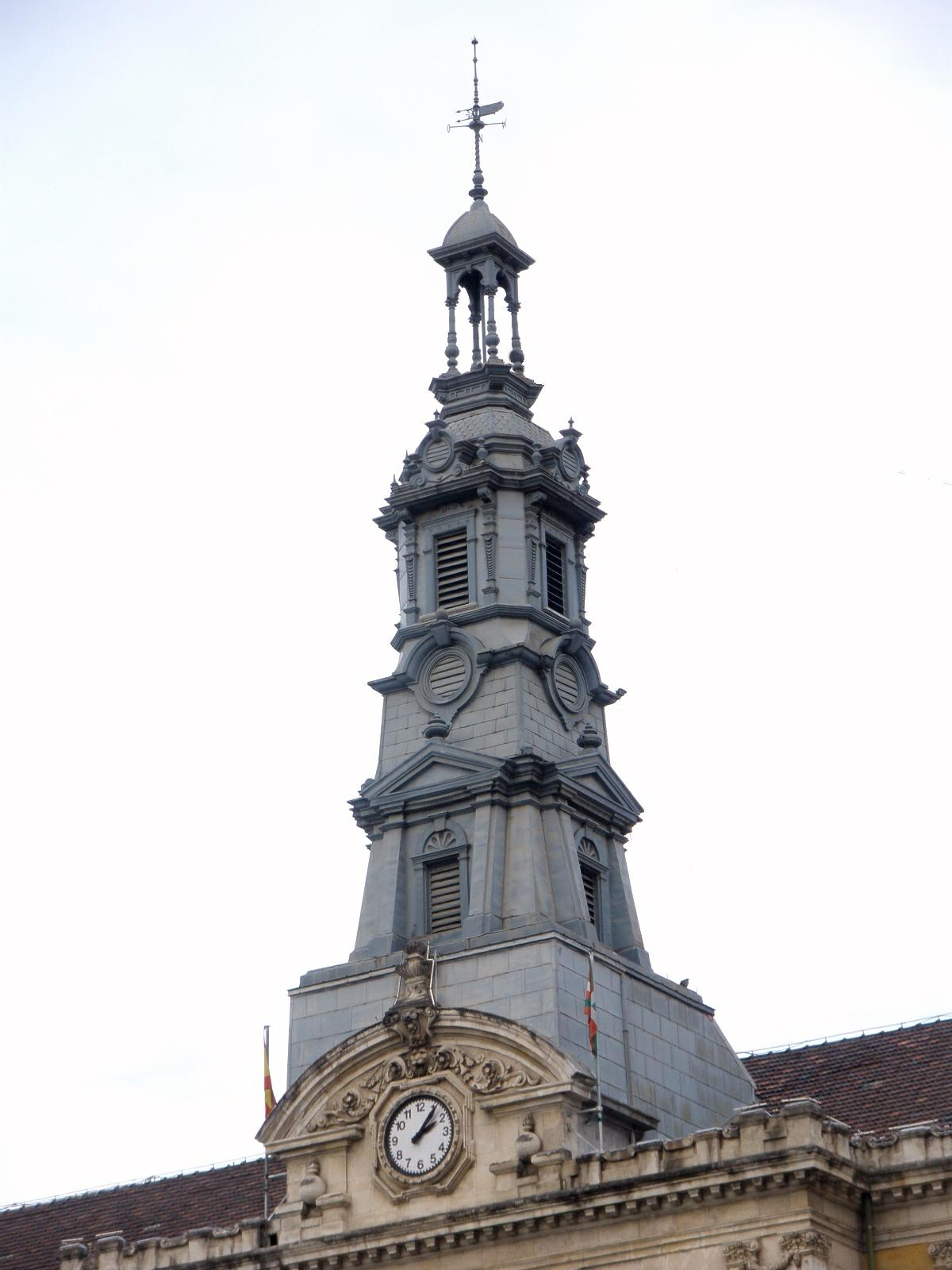
Banderas en los mástiles instalados en 2007.

A comienzos de los años 1980, y tras la restitución de la democracia en España, dejaron de ondear banderas en la balconada del ayuntamiento bilbaíno. La única excepción ocurría en el primer día de las fiestas de la villa, en los que se izaban la bandera de la Villa, la bandera del País Vasco, la bandera de España y la de la Unión Europea. Sin embargo, debido a un fallo del Tribunal Superior de Justicia del País Vasco en 2007, el ayuntamiento se vio obligado a poner la bandera rojigualda en todo momento. El entonces alcalde de Bilbao, Iñaki Azkuna, a pesar de mostrarse en contra de izar bandera alguna, acató la orden y desde el 5 de abril de ese año, tanto la bandera nacional como la autonómica flamean a ambos lados del campanario del edificio. Se optó por este sitio, mucho más alto que el balcón principal, para «evitar posibles sabotajes». Al mismo tiempo, en la plaza Ernesto Erkoreka, situada inmediatamente a la izquierda del edificio, se erigió un mástil de 20 metros donde se izó una bandera de Bilbao de 7m x 5m, un tamaño doce veces superior a las otras enseñas.